# گردگیرسانان
گردگیرسانان (نام علمی: Sabellida) نام یک زیرراسته از رده پرتاران است.